# یوناس بلوچ
یوناس بلوچ (انگلیسی: Jonas Bloch) یک هنرپیشه اهل برزیل است. وی از سال ۱۹۵۸ میلادی تاکنون مشغول فعالیت بوده‌است.